# TVR International

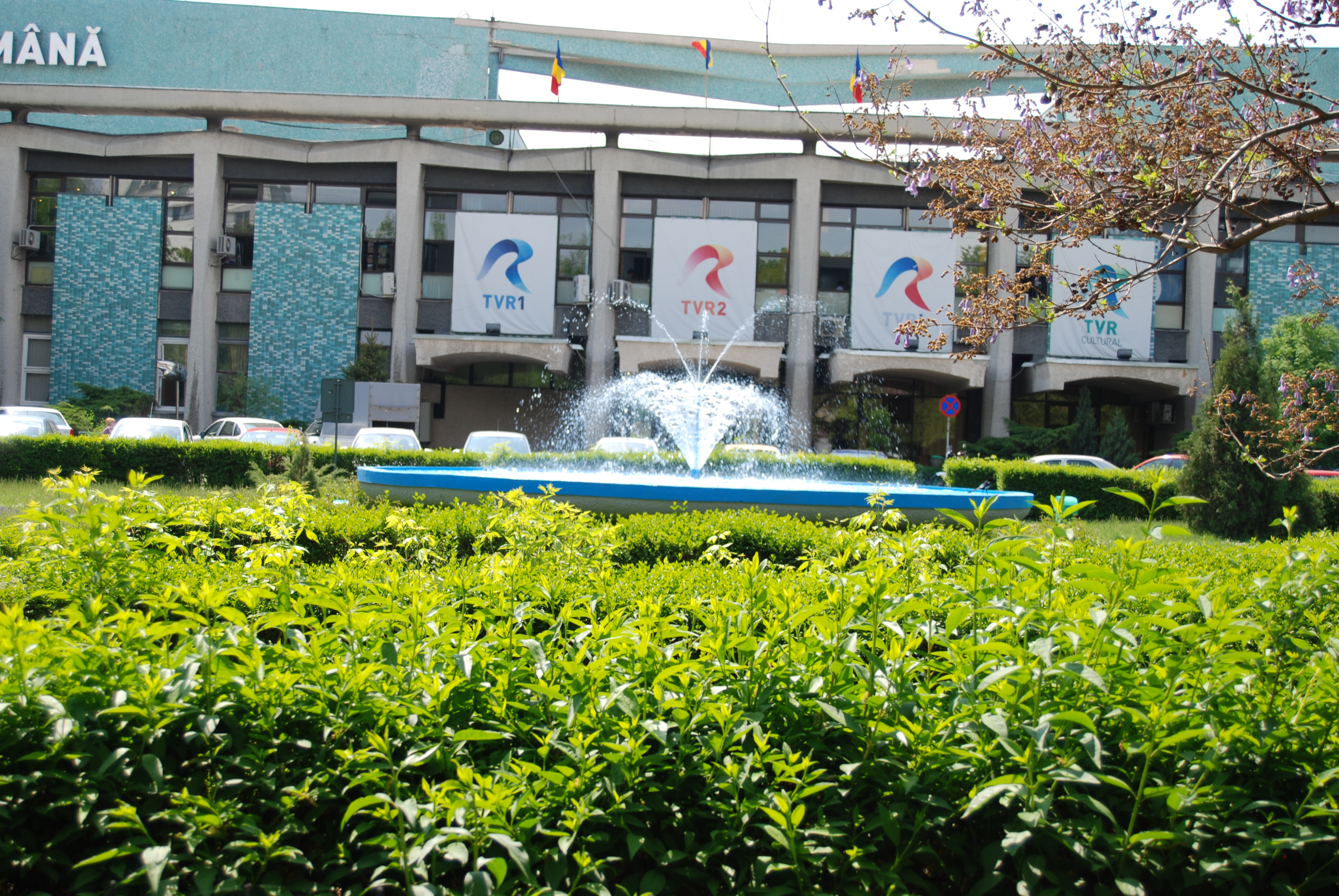
TVR - Televiziunea Română

TVR Internaţional (abbreviato TVRi) è un canale televisivo internazionale romeno dell'azienda Televiziunea Română (TVR), creato alla fine del 1995 per i rumeni emigrati all'estero. 
Il canale offre contenuti principalmente in rumeno, ma anche nelle lingue minoritarie della Romania, in particolare ungherese, rom e tedesco. Alcuni contenuti sono forniti anche in inglese. 
I suoi programmi più seguiti durante l'anno sono l'Eurovision Song Contest e il Callatis Festival. 
Grazie all'utilizzo del satellite Eutelsat Hot Bird 13C è visibile gratuitamente in tutta Europa, nel Medio Oriente e nel Nordafrica. Si riceve con altri satelliti in Europa Orientale, Nordamerica, Australia e Nuova Zelanda..
Il canale viene trasmesso in diretta pure su Internet.
Il 1º dicembre 2020 TVR International ha festeggiato 25 anni con programmi speciali, trasmettendo l'immagine della società rumena come messaggero della cultura e delle tradizioni autentiche, continua a realizzare programmi specificamente rivolti all'estero.
Anche se quest'anno i piani sono stati riscritti dalla crisi sanitaria, il team della stazione ha adattato la sua produzione, creando un ponte mediatico per i rumeni di tutto il mondo.
Attraverso la campagna "TVR International, è con te, ovunque tu sia!", i rumeni di tutto il mondo sono stati insieme e attraverso i messaggi che hanno inviato dalla maggior parte dei paesi europei, ma anche dal Canada, dagli Stati Uniti d'America, Israele, Tunisia, Libano, hanno mostrato a tutti che la solitudine non significa necessariamente solitudine e che possiamo mostrare solidarietà.